# Nakaba Suzuki
 (juillet 2015).
Si vous disposez d'ouvrages ou d'articles de référence ou si vous connaissez des sites web de qualité traitant du thème abordé ici, merci de compléter l'article en donnant les références utiles à sa vérifiabilité et en les liant à la section « Notes et références ».
鈴木 央
Œuvres principales
- Kongoh Bancho
- Blizzard Axel
- Seven Deadly Sins
- Four Knights of the Apocalypse
- Rising Impact

Nakaba Suzuki (鈴木 央, Suzuki Nakaba), né le 8 février 1977 à Sukagawa, est un mangaka japonais.

## Biographie
Il commence sa carrière en 1994 avec la publication d'un one shot intitulé Revenge pour lequel il remporte le prix Hop☆Step (ホップ☆ステップ賞). Une suite intitulée Savage est publiée en 1996. Il lance sa première série, Rising Impact, un manga sur le golf, entre 1998 et 2002. Il écrit un manga sportif entre 2005 et 2007 avec Blizzard Axel sur le patinage artistique.
En 2007, il se lance dans Kongoh Bancho (金剛番長), qui se termine en 2010 après douze tomes.
Il publie durant entre 2011 et 2012 une série courte en deux tomes, Chiguhagu Lovers (ちぐはぐラバーズ), chez Akita Shoten dans le magazine Weekly Shōnen Champion.
Entre 2012 et 2020, il écrit Seven Deadly Sins, un shōnen d'aventure publié en 41 tomes chez Kōdansha et plébiscité par le public japonais. Depuis 2021, il écrit la suite directe de ce dernier, intitulée Four Knights of the Apocalypse (黙示録の四騎士).

## Œuvres
- 1998–2002 : Rising Impact (ライジングインパクト?) (Weekly Shōnen Jump)
- 2002–2003 : Ultra Red (Weekly Shōnen Jump)
- 2004–2006 : Boku to kimi no aida ni (僕と君の間に?) (Ultra Jump)
- 2005–2007 : Blizzard Axel (ブリザードアクセル?) (Weekly Shōnen Sunday)
- 2007–2010 : Kongoh Bancho (金剛番長?) (Weekly Shōnen Sunday)
- 2011-2012 : Chiguhagu Lovers (ちぐはぐラバーズ?) (Weekly Shōnen Champion)
- 2012–2020 : Seven Deadly Sins (七つの大罪, Nanatsu no Taizai?) (Weekly Shōnen Magazine)
- Depuis 2021 : Four Knights of the Apocalypse (黙示録の四騎士, Mokushiroku no Yonkishi?) (Weekly Shōnen Magazine)